# 空軍兵站軍団
空軍兵站軍団（くうぐんへいたんぐんだん Air Force Logistics Command,AFLC）はかつてアメリカ空軍にあった組織。主要軍団レベルの組織である。兵站管理を行なう部署であり、司令部はオハイオ州ライトパターソン空軍基地所在。
航空兵力に関する兵站をつかさどる部署としては1917年設立の陸軍通信隊器材部(Equipment Division)まで遡ることができる。1940年代に航空資材軍団(Air Materiel Command)に改称し、1961年に空軍兵站軍団(Air Force Logistics Command)となった。1992年に空軍システム軍団と合併し、空軍資材軍団となった。空軍システム軍団は1950年に航空資材軍団から分離された航空研究開発軍団(Air Research and Development Command)の後身であり、言わば再統合の形となる。